# Luigi de Nardis
Luigi de Nardis (Roma, 20 giugno 1928 – Roma, 15 giugno 1999) è stato un critico letterario, filologo e francesista italiano.

## Biografia
Allievo di Pietro Paolo Trompeo, è stato professore ordinario di lingua e letteratura francese, prima presso la Facoltà di Lettere e Filosofia dell'Università degli Studi di Milano, di cui è stato anche preside (1969-1974), e poi, dal 1974, presso la Facoltà di Lettere e Filosofia dell'Università di Roma "La Sapienza", di cui ha diretto il dipartimento di francesistica e di cui è stato preside, dopo la scomparsa di Carlo Salinari (1977-1985). Per diversi anni è stato Presidente del Servizio Relazioni Internazionali della "Sapienza".
Ha condotto studi in ambito letterario e filologico sia per quanto riguarda l'italianistica che la francesistica ed è stato considerato uno dei maggiori esperti di Baudelaire e Mallarmé in Italia. Ha inoltre pubblicato la traduzione delle Poesie di François Villon e dei Fleurs du Mal di Baudelaire.
È stato tra l'altro membro dell'Accademia dei Lincei, socio onorario della "Société d'histoire littéraire de la France", vicepresidente del "Comitato nazionale delle opere di Belli", presidente dell'Istituto Nazionale di Studi Romani, membro dell'Accademia Letteraria Italiana dell'Arcadia. È stato insignito del titolo di commendatore dell'Ordine al merito della Repubblica. Nel 1996, alla Sorbonne, gli è stato conferito il titolo di Dottore "Honoris Causa".

## Opere

### Saggi
- Impressionismo di Mallarmé, Caltanissetta-Roma, Sciascia, 1957
- Il sorriso di Reims, Bologna, Cappelli, 1960
- L'ironia di Mallarmé, Caltanissetta-Roma, Sciascia, 1962
- L'Usignolo e il fantasma. Saggi francesi sulla civiltà letteraria dell'Ottocento, Milano-Varese, Istituto Editoriale Cisalpino, 1970
- Roma di Belli e di Pasolini, Roma, Bulzoni, 1977
- Saggi di filologia affettiva tra Otto e Novecento, Napoli, E.S.I., 1985
- Gli occhiali di Scaramuccia e altri saggi francesi e italiani, Palermo, Palumbo, 1993
- Port-Royal e la retorica, Napoli, Bibliopolis, 1995

### Traduzioni
- Guy de Maupassant, Nouvelles fantastiques, Roma, Signorelli Editore, 1956;
- Stéphane Mallarmé, Oeuvres choisies, Roma, Signorelli Editore, 1957 (collezione diretta da Pietro Paolo Trompeo);
- Stéphane Mallarmé, Opere scelte, Parma, Guanda, 1961;
- Charles Baudelaire, I fiori del male, Milano, Feltrinelli 1961;
- Jean-Paul Sartre, Le parole, Milano, Il Saggiatore, 1964;
- François Villon, Poesie, Milano, Feltrinelli 1966;
- Stéphane Mallarmé, Tutte le poesie e prose scelte, Parma, Guanda, 1966
- Charles Baudelaire, Lettere inedite ai familiari, Milano, Rizzoli, 1968